# Croce d'onore del 1912/1913
La croce d'onore del 1912/1913 fu una medaglia di benemerenza creata nell'ambito dell'Impero austriaco.
Venne donata con decreto imperiale del 9 luglio 1913 dall'imperatore Francesco Giuseppe d'Austria e poteva essere conferita a tutto il personale militare che avesse prestato almeno un servizio di quattro settimane con un contingente di mobilitazione nell'area dei Balcani nel settembre del 1912.

## Insegna
La medaglia consisteva in una croce patente di bronzo, con le braccia leggermente incurvate, avente sulle orizzontali le due date "1912" e "1913".
Il nastro della medaglia era giallo con quattro strisce nere.